# الكلمات المكنونة

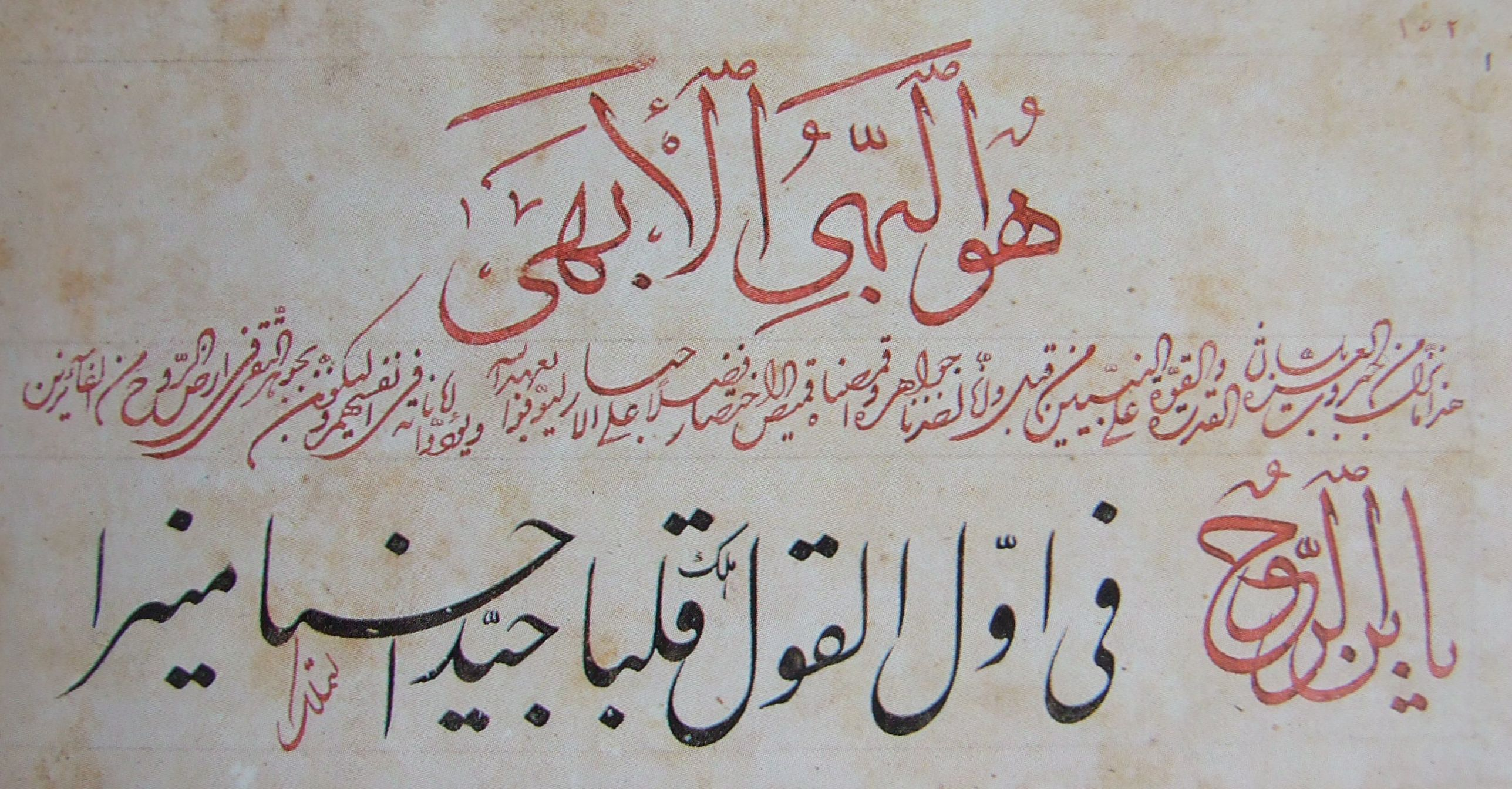
صفحة من كتاب الكلمات المكنونة للخطاط مشكين قلم.

الكلمات المكنونة، كتاب نشر في بغداد عام 1858 تقريبا للكاتب بهاء الله، مؤسس العقيدة البهائية. جاءت فكرة الكتاب بينما كان يسير على ضفاف نهر دجلة أثناء منفاه هناك. كتب الكتاب على جزئين بلغتين، الأول باللغة العربية والثاني باللغة الفارسية.
استخدم الكاتب أسلوب الأمثال القصيرة في الكتاب، حيث كتب 71 باللغة العربية و82 باللغة الفارسية يرى فيهم أنه جمع وسجل الجوهر الأساسي لبعض الحقائق الروحية في شكل موجز. ينصح عبد البهاء عباس، نجل بهاء الله والمترجم المفوض لتعاليمه، البهائيين بقراء الكتاب كل يوم وليلة وتطبيق أحكامها الكامنة في حياتهم اليومية.

## التاريخ
يوجد تقليد شيعي يسمى "مصحف فاطمة"، يتحدث عن السيدة فاطمة عند وفاة والدها النبي محمد. توجد عدة نسخ من هذا المصحف، لكن جميعها تتفق في أن سيدنا جبرائيل قد ظهر لها بعد الوفاة وعزاها وأخبرها بأشياء كتبتها في كتاب. إحدى النسخ ترى أن تلك الأشياء كانت نبوءات. يؤمن البهائيين أن الكتاب، إذا كان ماديا، لم ينجو وأن المهدي المنتظر سيكشفه في الأيام الأخيرة.
يعتقد البهائيون أن بهاء الله كتب الكلمات المكنونة إحياءا لهذا الغرض حيث أسمى الكتاب في بداية الأمر بكتاب فاطمة، قبل أن يغيره بعد ذلك إلى الكلمات المكنونة. وفقا للعقيدة البهائية، يتوافق هذا الجانب من الإنجاز مع المتعقدات التي ترى بأن نبوءات نهاية الزمان لجميع ديانات العالم يجب تفسيرها بطريقة صوفية ومجازية، أما في العقيدة الشيعية يتعارض مع ما حدث مع السيدة فاطمة وكشف جبرئيل الأسرار لها مع تعاليمهم.

## النص
ينقسم كتاب الكلمات المكنونة إلى قسمين، إحداهما باللغة العربية والثاني باللغة الفارسية. يتكون كل منهما من عدة فقرات قصيرة ومرقمة، العربية من 71 فقرة بينما الفارسية 82 فقرة.
تبدأ كل فقرة منهم بنداء، يتكرر كثيرا في الفقرة. بعض الدعوات الشائعة تشمل «يا ابن الروح»، «يا ابن الإنسان» و«يا ابن الوجود». كما ذكرت صلاة البهائية بصيغة المتكلم الأول، حيث يشعر القارئ أنه يتحدث مع الله. كما يشعر بأن الله يتحدث معه حين يقرأ الكتاب.

## المقدمة
فيما يلي المقدمة التي كتبها بهاء الله:
هُوَ البَهِيُّ الأَبْهى
هذا ما نُزِّلَ مِنْ جَبَرُوتِ العِزَّةِ بِلِسانِ القُدْرَةِ وَالْقُوَّةِ عَلَى النَّبِيِّينَ مِنْ قَبْلُ. وَإِنَّا أَخَذْنا جَوَاهِرَهُ وَأَقْمَصْناهُ قَمِيصَ الاخْتِصارِ فَضْلاً عَلَى الأَحْبَارِ لِيُوفُوا بِعَهْدِ اللهِ وَيُؤَدُّوا أَمانَاتِهِ فِي أَنْفُسِهِمْ وَلِيَكُونُنَّ بِجَوْهَرِ التُّقَى فِي أَرْضِ الرُّوحِ مِنَ الفائِزِينَ.

## مقتطفات من الكتاب

### مقتطفات باللغة العربية
1 - يَا ابْنَ الرُّوحِ
فِي أَوَّلِ القَوْلِ امْلِكْ قَلْباً جَيِّداً حَسَناً مُنيراً لِتَمْلِكَ مُلْكاً دائِماً باقِياً أَزَلاً قَدِيماً.
7 - يَا ابْنَ البَشَرِ
إِنْ تُحِبَّ نَفْسي فَأَعْرِضْ عَنْ نَفْسِكَ، وَإِنْ تُرِدْ رِضائِي فَأَغْمِضْ عَنْ رِضائِكَ، لِتَكُونَ فِيَّ فانِياً وَأَكُونَ فِيْكَ باقِياً.
49 - يَا ابْنَ الإِنْسانِ
الْمُحِبُّ الصَّادِقُ يَرْجُو الْبَلاءَ كَرَجاءِ الْعاصِي إِلَى الْمَغْفِرَةِ وَالمُذْنِبِ إِلَى الرَّحْمَةِ.

### مقتطفات باللغة الفارسية (مترجمة للعربية)
2 - أيّها الحبيب
في روضةِ القلبِ لا تغرِس غيرَ وردِ العشق، ومن قبضتك لا تُفلت ذيلَ بلبلِ الحبِّ والشّوق. اغتنم صُحبة الأبرار، واجتنب كلّ رفقةٍ مع الأشرار.
9- يا ذا العينيْن
أغمضْ عينًا وافتحْ عينًا، أغمِض عينًا عن العالمِ والعالمين، وافتحِ الأخرى على جمال قدس المحبوب.
15 - يا ابن التّراب
لك قدّرت جميع ما في السّموات والأرض! إلا القلوب فقد جعلتها منزلا لتجلّي جمالي وإجلالي، وأنت قد تركت منزلي لغيري. فما أراد ظهور قدسي في كلّ زمان أن يقصد مكانه إلا وجد فيه غيره ورأى فيه غريبا، فأسرع إلى حرم المحبوب في اللامكان، ومع ذلك سترت أمرك ولم أفضح سرّك ولم أرتض أن أخجلك.

## النهاية
كتب بهاءالله في ختام كتابه:
إن عروس المعاني البديعة التي كانت وراء أستار البيان مخبوءة مستورة ظهرت بالعناية الإلهية وتجلّت بالألطاف الرّبانيّة كشعاع جمال المحبوب المنير.
إنّي أشهد يا أيّها الأحباء أنَّ النِّعمة قد تمّت والحجّة قد كملت، والبرهان قد ظهر، والدليل قد قام. فلننظر الآن ماذا تبديه همّتكم من مراتب الانقطاع، كذلك تمّت النّعمة عليكم وعلى من في السموات والأرضين، والحمد لله ربّ العالمين.

## وصلات خارجية
- الكلمات المكنونة في مكتبة المراجع البهائية الرسمية
- حقيقة مصحف فاطمة
- موقع الإسلام والدين البهائي (عربي وإنكليزي)